# Natal'ja Sorokina
Natal'ja Sorokina (in russo Наталья Сорокина?; 7 giugno 1976) è un'ex nuotatrice russa.
In carriera ha preso parte a un'edizione dei Giochi olimpici, Atlanta 1996 (8ª nella 4x100 m stile libero).